# Сјастрој
Сјастрој (рус. Сясьстрой) насељено је место са административним статусом града на северозападу европског дела Руске Федерације. Налази се у источном делу Лењинградске области и административно припада Волховском рејону.
Према проценама националне статистичке службе за 2014. у граду је живело 13.637 становника. Насеље има административни статус града од 1992. године.

## Географија
Град Сјастрој смештен је у источним деловима Лењинградске области, на обали реке Сјас по којој је и добио име, на свега неколико километара узводно од њеног ушћа у језеро Ладогу.
Град се налази на око 152 километра источно од Санкт Петербурга, односно на око 35 километара североисточно од рејонског центра Волхова.
Недалеко од града пролази друмски правац E105-M18 који повезује Санкт Петербург са Мурманском, а такође град се налази 7 километара од железничке станице Лунгачи, са којом је повезан локалном пругом.

## Историја
Насеље Сјастрој основано је 1927. године и формирано је паралелно са великим комбинатом за производњу целулозе и папира који је основан на истом месту. На подручју данашњег града раније је постојало село Носок.
Званичан статус града Сјастрој носи од 1992. године.

## Демографија
Према подацима са пописа становништва 2010. у граду је живело 13.745 становника, док је према проценама националне статистичке службе за 2014. град имао 13.637 становника.
| 1939. | 1959. | 1970.  | 1979.  | 1989.  | 2002.  | 2010.  | 2014.  |
| ----- | ----- | ------ | ------ | ------ | ------ | ------ | ------ |
| 7.364 | 7.178 | 12.915 | 17.541 | 16.122 | 13.969 | 13.745 | 13.637 |

## Привреда
Фабрика целулозе и папира (рус. Сясьстройский целлюлозно-бумажный комбинат) основана још 1926. и данас је највећи и најважнији привредни објекат у граду.